# 超銀河座標
超銀河座標 (ちょうぎんがざひょう、英： Supergalactic coordinates) は、天球座標系の一つであり、その赤道面は、銀河系近傍の銀河団（例えば、おとめ座銀河団、グレート・アトラクターおよびペルセウス座・うお座超銀河団など）の優勢な分布が作りだす、近傍宇宙の大規模構造である超銀河平面に一致するようにデザインされている。超銀河平面は、1953年に、 Gérard de Vaucouleurs により、Shapley-Ames catalogue の中から認知された（もっとも、星雲の平面的な分布は、ウィリアム・ハーシェルにより200年以上も前に認識されていたのであるが）。
慣習により、超銀河緯度と超銀河経度は、それぞれ SGB および SGL（あるいは単に B および L）と表記される。これは、銀河座標の経緯度として慣用的に用いられている b と l の記法のアナロジーである。超銀河経度のゼロポイントは、超銀河平面と銀河面の交線により定義される。

## 定義
- 超銀河北極(SGB=90°)は、銀河座標の(l =47.37°, b =+6.32°)に位置する。これは、赤道座標 (元期 J2000.0)では、おおよそ(赤経=18.9 h, 赤緯=+15.7°)にあたる。
- ゼロポイント(SGB=0°, SGL=0°)は、(l=137.37°, b=0°)に位置する。J2000.0 赤道座標では、おおよそ (2.82 h, +59.5°)である。